# Волос, Николай Петрович
Никола́й Петро́вич Во́лос (2 января 1948, Черневецкий район, Винницкая область — 23 декабря 2011) — украинский педагог, преподаватель, исполняющий обязанности ректора Глуховского педагогического института (с 26 октября 1999 года по 31 мая 2000 года).

## Биография
Родился 2 января 1948 года в селе Моевка Черневецкого района Винницкой области.
- В 1970 году окончил Ужгородский государственный университет по специальности «математика», после чего продолжил получать образование в аспирантуре упомянутого вуза.
- В 1974 году начал деятельность в Глуховский педагогический институт (ныне Глуховский национальный педагогический университет имени Александра Довженко) в должности преподавателя кафедры математики.
- В течение 37-летней преподавательской деятельности занимал должности старшего преподавателя, доцента, заведующего кафедрой математики, заместителя декана, декана общетехнического факультета.
- В 1982 защитил кандидатскую диссертацию на соискание учёной степени кандидата физико-математических наук.
- Учёное звание доцента присвоено в 1989 году.
  - Тогда же стал проректором по учебной и научной работе, впоследствии — проректор по учебно-методической работе.
- С 15 мая 1990 года по 27 ноября 1990 года исполнял обязанности ректора.
- С 2002 по 2010 — первый проректор.

На этой должности приложил немало усилий для реформирования педагогического института в университет.
Под его руководством 12 специальностей университета получили лицензии, 6 из них аккредитованы по IV уровню.
С 26 октября 1999 года по 31 мая 2000 года снова исполнял обязанности ректора.
С февраля 2010 года — заведующий кафедрой математики и методики преподавания.

### Награды
- 1999 год — Заслуженный работник образования Украины.

### Научные труды
Автор 30 научных работ, посвящённых проблемам механики деформированного твёрдого тела, в частности:
- «Свободные колебания неразрезных пластин с учётом деформации поперечного сдвига»;
- «Вариативность заданий прикладного характера — один из путей индивидуализации учебного процесса по высшей математике»;
- «Устойчивость бесконечной многослойной пластины в сверхзвуковом потоке газа»;
- «Основные соотношения и динамические уравнения упрощённого варианта геометрически нелинейной теории трансверсально-изотропных пластин»".

Умер 23 декабря 2011 года[где?].